# Centro Médico Memorial White
O Centro Médico Memorial White (em inglês: White Memorial Medical Center) é um hospital situado em Boyle Heights, Los Angeles, California. É ligado ao grupo Adventist Health (anteriormente Sistema de Saúde Adventista da Costa Oeste dos Estados Unidos) e a Rede Adventista de Saúde.
O Centro Médico Memorial White é um hospital de ensino, filatrópico, baseada na fé Adventista, que fornece uma gama completa de procedimentos médico-hospitalar: internação, ambulatórial, serviços de emergências e diagnósticos dedicados às comunidades da região central de Los Angeles. 
O hospital foi fundado pela Igreja Adventista do Sétimo Dia em 1913.
O Memorial White era um dos principais hospitais sem fins-lucrativas na região até sua incorporação ao novo grupo empresarial adventista "Adventist Health". Os serviços incluem medicina comportamental, cuidados cardiovasculares, cuidados médicos intensivos e geral, oncologia, cuidados ortopédicos, reabilitação, cirurgia geral e especializada e serviços especializados para mulheres e crianças. 
Como um grande hospital de ensino, o White Memorial também desempenha um papel importante na formação de médicos, enfermeiros e outros profissionais da área da saúde.

## Ligaçoes Externas
- White Memorial Medical Center em Inglês
- Adventist Health em Inglês